# Marcilly-la-Gueurce
Marcilly-la-Gueurce è un comune francese di 131 abitanti situato nel dipartimento della Saona e Loira nella regione della Borgogna-Franca Contea.

## Società

### Evoluzione demografica
Abitanti censiti